# Riccardo Marchizza
Riccardo Marchizza, né le 26 mars 1998 à Rome en Italie, est un footballeur italien, qui évolue au poste de défenseur central au Frosinone Calcio.

## Biographie

### Débuts professionnels
Né à Rome en Italie, Riccardo Marchizza est formé par l'un des clubs de sa ville natale, l'AS Rome. Il fait ses débuts en professionnel le 8 décembre 2016, contre l'Astra Giurgiu en Ligue Europa. Les deux équipes se séparent sur un score nul et vierge ce jour-là (0-0). Il s'agit de la seule apparition de Marchizza avec l'équipe première de l'AS Rome.
Le 13 juillet 2017, Riccardo Marchizza est recruté par l'US Sassuolo avec son coéquipier Davide Frattesi. Mais en août de la même année, il est prêté à Avellino.
Le 25 juillet 2018, il se voit de nouveau prêté pour une saison au FC Crotone.

### Spezia Calcio
Le 15 juillet 2019, Marchizza est encore de nouveau prêté, cette fois au Spezia Calcio, pour deux saisons, a commencé par la saison 2019-2020 de Serie B. Il réalise sa première apparition sous ses nouvelles couleurs le 24 août 2019, lors de la première journée de championnat contre l'AS Cittadella. Il entre en jeu en cours de partie, et son équipe s'impose ce jour-là (0-3). Jouant régulièrement, il participe à la montée historique du club en Serie A, Spezia accédant pour la première fois de son histoire à l'élite du football italien.
Il joue son premier match de Serie A, lors de la troisième journée de la saison 2020-2021, le 4 octobre 2020, face au Milan AC. Il est titularisé au poste d'arrière gauche et son équipe s'incline par trois buts à zéro.

### Empoli FC
Le 30 juillet 2021, Riccardo Marchizza est prêté par Sassuolo à l'Empoli FC pour une saison.

### Retour à Sassuolo
Lors de l'été 2022, Riccardo Marchizza fait son retour à Sassuolo, où il est cette fois intégré à l'équipe première. Il joue son premier match pour le club le 30 août 2022, lors d'une rencontre de Serie A face au Milan AC. Il entre en jeu et les deux équipes se neutralisent (0-0).

### Frosinone Calcio
Le 13 juillet 2023, Riccardo Marchizza quitte définitivement l'US Sassuolo pour s'engager en faveur du Frosinone Calcio. Il signe un contrat de trois ans, soit jusqu'en juin 2026.

### En sélection
Avec les moins de 19 ans, il inscrit un but contre l'Arménie en novembre 2016, lors des éliminatoires du championnat d'Europe des moins de 19 ans 2017. À plusieurs reprises, il officie comme capitaine de cette sélection. Au total, Marchizza joue quatorze matchs avec les moins de 19 ans, pour un but marqué.
Avec les moins de 20 ans, il participe à la Coupe du monde des moins de 20 ans en 2017. Lors du mondial junior organisé en Corée du Sud, il joue quatre matchs. L'Italie se classe troisième du tournoi, en battant l'Uruguay lors de la "petite finale", après une séance de tirs au but. Après le mondial, Marchizza s'illustre en délivrant une passe décisive contre l'Allemagne en novembre 2017, puis en inscrivant un but contre la Suisse en mars 2018. Par ailleurs, il officie à deux reprises comme capitaine des moins de 20 ans.
Le 6 septembre 2018, il figure pour la première fois sur le banc des remplaçants des espoirs, mais sans entrer en jeu, lors d'un match amical face à la Slovaquie (défaite 3-0). Cinq jours plus tard, Riccardo Marchizza joue son premier match avec l'équipe d'Italie espoirs, en amical face à l'Albanie. Il entre en jeu en fin de rencontre, et l'Italie s'impose sur le score de trois buts à un. Il inscrit son premier but avec les espoirs le 15 novembre 2020, lors d'une victoire face au Luxembourg.